# Jenny Robot
 (mai 2022).
Si vous disposez d'ouvrages ou d'articles de référence ou si vous connaissez des sites web de qualité traitant du thème abordé ici, merci de compléter l'article en donnant les références utiles à sa vérifiabilité et en les liant à la section « Notes et références ».
Jenny Robot (My Life as a Teenage Robot) est une série télévisée d'animation américaine de 42 épisodes de 24 minutes créée par Rob Renzetti et diffusée entre le 1er août 2003 et le 2 mai 2009 sur Nickelodeon. L'épisode pilote est diffusé le 5 janvier 1999 sur Oh Yeah! Cartoons.
En France, la série a été diffusée du 14 février 2005 au 2 juin 2007 sur M6 Kid, puis du 4 septembre 2005 au 2 juillet 2009 sur Télétoon, puis du 16 novembre 2005 jusqu'au début 2010 sur Nickelodeon et puis de fin 2014 au 21 août 2016 sur Nickelodeon Teen. Au Québec, la série a été diffusée sur VRAK.TV.

## Synopsis
XJ-9 (« Jenny » comme elle-même s'est renommée) est un robot de combat fortement sophistiqué créé par le Dr Nora Wakeman, mais Jenny veut seulement vivre la vie d'une adolescente normale. Tous vivent dans la ville futuriste fictive de Tremorton (Ohio), en 2072 (une parodie de Trenton, au New Jersey). Nora et Jenny vivent à côté de ses meilleurs amis Brad et Tuck Carbunkle. À l'école, elle a une rivalité continue avec les cousines Krust, Brit et Tiff, les filles populaires à l'école, et doit supporter Sheldon, un nerd quelque peu stéréotypé qui est complètement obsédé par elle (et des robots en général). En plus de ses problèmes, elle est constamment poursuivie par l'empire robotique Cluster, dont la reine, Vexus, veut qu'elle joigne leur monde de robots (par la force au besoin). En dépit de tout, Jenny lutte toujours pour maintenir de l'apparence d'une vie, la plupart du temps, humaine.

## Distribution

### Voix originales
- Janice Kawaye : Jenny « XJ-9 » Wakeman / XJ-1 / XJ-3 / Tammy
- Melissa Denton et Chad Doreck : Bradley « Brad » Carbunkle
- Audrey Wasilewski : Tucker « Tuck » Carbunkle / XJ-7 / XJ-8
- Candi Milo : Dr Noreen « Nora » Wakeman / XJ-6
- Quinton Flynn : Sheldon Lee
- Kath Soucie : XJ-4 / XJ-5 / Gérard
- Grey DeLisle : Ambre / Letta
- Nick Jameson : Homme métallique
- Moira Quirk : Brittany « Brit » Crust
- Cree Summer : Tiffany « Tiff » Crust
- Sandy Fox : Melody
- Eartha Kitt : Vexus

### Voix françaises
- Laura Préjean : Jenny « XJ-9 » Wakeman
- Yoann Sover : Bradley « Brad » Carbunkle
- Brigitte Lecordier : Tucker « Tuck » Carbunkle
- Claude Chantal : Dr Noreen « Nora » Wakeman, Maîtresse de Tuck
- Sébastien Desjours : Sheldon Lee, M. Piggot, Don Prima, XJ-7, Travis
- Julie Turin : Brittany « Brit » Crust, Letta, Misty (saison 2, épisode 7)
- Laëtitia Godès : Tiffany « Tiff » Crust, Vexus, Melody, Misty (saisons 2 & 3), Wisteria Wakeman, Tammy, XJ-6
- Luc Boulad : Gigawatt, Kenny, Orion
- Dorothée Jemma : XJ-5

## Épisodes
| Saison | Saison | Épisodes | États-Unis      | États-Unis       | France          | France            |
| Saison | Saison | Épisodes | Début de saison | Fin de saison    | Début de saison | Fin de saison     |
| ------ | ------ | -------- | --------------- | ---------------- | --------------- | ----------------- |
|        | Pilote | 1        | 5 janvier 1999  | 5 janvier 1999   | TBA             | TBA               |
|        | 1      | 13       | 1er août 2003   | 27 février 2004  | 2 mars 2005     | 6 juin 2005       |
|        | 2      | 13       | 8 décembre 2004 | 9 septembre 2005 | 9 novembre 2005 | 1er décembre 2007 |
|        | 3      | 13       | 5 octobre 2005  | 2 mai 2009       | 29 mai 2006     | 30 mars 2007      |

### Épisode pilote (1999)
1. Titre français inconnu (My Neighbor Was a Teenage Robot)

### Saison 1 (2003-2004)
1. Le bon génie (It Came From Next Door) / Pas facile d'être une tête (Pest Control)
2. Robot de chiffon (Raggedy Android) / Rentrée explosive (Class Action)
3. Le gang des cœurs brisés (Attack of The 5½ Ft. Geek) / Robot contre robot (Doom With A View)
4. La coquetterie de Jenny (Ear No Evil) / Virée intergalactique (Unlicensed Flying Object)
5. Surprise partie (Party Machine) / Charabia ! (Speak No Evil)
6. Flou artistique (See No Evil) / Reine d'un soir (The Great Unwashed)
7. Sauve qui peau ! (The Return of Raggedy Android) / Le garçon qui criait au robot (The Boy Who Cried Robot)
8. Raz de marée familial (Sibling Tsunami) / L'heure des mamans (I Was A Preschool Dropout)
9. Photo de classe (Hostile Makeover) / Capitaine d'équipe (Grid Iron Glory)
10. Fashion victime (Dressed To Kill) / Le robot de mes rêves (Shell Game)
11. Prends pas tes rêves pour la réalité (Daydream Believer) / Jenny qui rit, Jenny qui pleure (This Time With Feeling)
12. Sauvé par le look (Saved By The Shell) / Congrès de robots (Tradeshow Showdown)
13. Le monde merveilleux de Wizzly (The Wonderful World of Wizzly) / Défense de raccrocher ! (Call Hating)

### Saison 2 (2004-2005)
1. Mauvaises fêtes, Jenny ! (A Robot For All Seasons)
2. Le choc du futur (Future Shock) / L'humiliation suprême (Humiliation 101)
3. Chef, oui chef (Last Action Zero) / L'élection libre (Mind Over Matter)
4. Le premier amour de Jenny (Love 'Em Or Leash 'Em) / La nouvelle bande de Jenny (Teen Team Time)
5. Pyjama party (Pajama Party Prankapalooza) / Une pour toutes, toutes pour une (Sister Sledgehammer)
6. Jenny mène la danse (Dancing With My Shell) / Recherche Jenny désespérément (Around The World In Eighty Pieces)
7. Excès de zèle (Armagedroid) / Un amour de petit robot (Killgore)
8. L'apprenti héros (A Pain In My Sidekick) / La cabane au fond du jardin (Crash Pad Crash)
9. À la découverte de Cluster Prime (Escape from Cluster Prime)
10. Victime de la mode (Victim of Fashion)
11. Ruse fatale (Designing Women) / L'émeute des robots (Robot Riot)
12. Brad super héros (Bradventure) / Rendez vous galant (Mama Drama)
13. Poupées Jenny (Toying with Jenny) / Ninja jusqu'au bout (Teenage Mutant Ninja Troubles)

### Saison 3 (2006-2007)
1. L'idole (Teen Idol) / Ce bon vieux Sheldon (Good Old Sheldon)
2. Au vol ! (Girl of Steal) / Conflis d'intérêts (Mist Opportunities)
3. Manipulations (Puppet Bride) / Une histoire animée (Historionics)
4. Pas d'harmonie sans mélodie (No Harmony with Melody) / Attention à Tucker (Tuckered Out)
5. Le coup de théâtre (Stage Fright) / Conflits de famille (Never Say Uncle)
6. Un mauvais lieutenant (A Spoonful of Mayhem) / 00-Sheldon l'espion (Agent 00' Sheldon)
7. La planète des motards dans l'espace (Voyage to The Planet of The Bikers) / La popularité de Vexus (Queen Bee)
8. La contamination (Infectious Personality) / Armagedroïde (Enclosure of Doom)
9. Armes de distraction massive (Weapons of Mass Distraction) / On n'est bien qu'à l'école (There's No Place Like Home School)
10. Enchaînée (Ball and Chain) / Dur labeur (Labor Day)
11. La légion du mal(The Legion of Evil) / Le prix de l'amour (The Price of Love)
12. Tuck s'emballe (Indes-Tuck-tible) / Le piège (Trash Talk)
13. Un aspirateur pas comme les autres (Samurai Vac) / Les machines se rebellent (Turncoats)